# قرار مجلس الأمن التابع للأمم المتحدة رقم 1149
قرار مجلس الأمن التابع للأمم المتحدة رقم 1149، المتخذ بالإجماع في 27 كانون الثاني / يناير 1998، بعد إعادة التأكيد على القرار 696 (1991) وجميع القرارات اللاحقة بشأن أنغولا، مدد المجلس ولاية بعثة مراقبي الأمم المتحدة في أنغولا حتى 30 نيسان / أبريل 1998.
ورحب مجلس الأمن باتفاق بين حكومة أنغولا ويونيتا لتنفيذ المهام المتبقية من بروتوكول لوساكا. واعتُرف بأن بعثة مراقبي الأمم المتحدة في أنغولا تؤدي دوراً حاسماً في هذه المرحلة من عملية السلام. صدرت تعليمات إلى الأمين العام بتقديم تقرير في موعد أقصاه 13 آذار / مارس 1998 بشأن تنفيذ الجدول الزمني، وإمكانية إعادة تنظيم بعثة مراقبي الأمم المتحدة في أنغولا، والتوصيات بشأن وجود الأمم المتحدة بعد 30 نيسان / أبريل 1998.
وبعد الدعوة إلى تنفيذ جميع الاتفاقات في الوقت المناسب، شدد القرار على الحاجة إلى تعزيز القانون الأنغولي وتهيئة بيئة آمنة لموظفي الأمم المتحدة والعاملين في المجال الإنساني. ودُعيت يونيتا على وجه الخصوص إلى الامتناع عن الأعمال التي من شأنها أن تؤدي إلى زيادة التوترات أو تعوق تطبيع إدارة الدولة في جميع أنحاء البلاد، والتعاون مع بعثة المراقبين. وأكد المجلس من جديد استعداده لفرض مزيد من التدابير، وفقا للقرار 1127 (1997)، إذا لم تمتثل يونيتا وسمحت بالوصول لأنشطة التحقق.
أخيراً، اختتم القرار بالقول إن عقد اجتماع قمة بين رئيس أنغولا خوسيه إدواردو دوس سانتوس وزعيم يونيتا جوناس سافيمبي يمكن أن يخفف من حدة التوتر ويساعد عملية السلام الأنغولية.